# والاس برایانت (کماندار)
والاس برایانت (انگلیسی: Wallace Bryant; ۱۹ دسامبر ۱۸۶۳ – ۲ مهٔ ۱۹۵۳) کماندار اهل ایالات متحده آمریکا بود.